# ولی هوم (کالیفرنیا)
ولی هوم، کالیفرنیا (به انگلیسی: Valley Home, California) یک مکان مختص سرشماری در ایالات متحده آمریکا است که در شهرستان استانیسلاس، کالیفرنیا واقع شده‌است.

## خصوصیات
ولی هوم ۲٫۶۵۵ کیلومترمربع مساحت و ۲۲۸ نفر جمعیت دارد و ۴۶٫۰۳ متر بالاتر از سطح دریا واقع شده‌است.